# Norbert Grinninger
Norbert Grinninger (* 25. März 1940 in Salzburg) ist ein ehemaliger österreichischer Politiker (SPÖ) und Magistratsbeamter. Grinninger war von 1993 bis 1994 Abgeordneter zum Salzburger Landtag und ab 2002 Landesvorsitzender Gewerkschaft der Gemeindebediensteten.

## Ausbildung und Beruf
Grinninger besuchte zwischen 1946 und 1950 die Volksschule in St. Gilgen bzw. die Volksschule in Salzburg und absolvierte danach von 1950 bis 1954 vier Klassen einer Realschule in Salzburg. Er begann 1954 mit seiner Berufsausbildung und absolvierte eine Lehre zum Elektrowerker, die er 1957 mit dem Lehrabschluss beendete. Er arbeitete von 1957 bis 1960 als Monteur bei den Salzburger Stadtwerken und wechselte danach zum Österreichischen Bundesheer, wo er ab 1960 seinen Präsenzdienst ableistete und bis 1964 Zeitsoldat beschäftigt war. Grinninger trat nach dem Verlassen des Bundesheers in den Dienst des Magistrat Salzburg und war dort bis zum Jahr 2000 beschäftigt. Während seiner Tätigkeit als Magistratsbeamter arbeitete er von 1971 bis 1983 als Leiter der Gemeinderatskanzlei und war danach von 1983 bis 2000 Leiter des Amtes für Personalbetreuung. 

## Politik und Funktionen
Grinninger trat im Jahr 1967 der Sozialistischen Partei Österreichs bei und war insbesondere gewerkschaftlich aktiv. Er fungierte von 1982 bis 2002 als Landesvorsitzender der Gewerkschaft der Gemeindebediensteten und war auf Bundesebene von 1991 bis 1999 als stellvertretender Vorsitzender der Gewerkschaft der Gemeindebediensteten Österreichs aktiv. Zudem war er von 1983 bis 2002 Mitglied des Zentralvorstandes der Gewerkschaft der Gemeindebediensteten. Er vertrat die Sozialdemokratische Partei Österreichs vom 20. Oktober 1993 bis zum 1. Mai 1994 im Salzburger Landtag, wobei er für Inge Stuchlik nachgerückt war.

## Auszeichnungen
- Ehrenvorsitzender der Gewerkschaft der Gemeindebediensteten (2002)
- Goldenes Verdienstzeichen des Landes Salzburg.(2000)[1]
- Stadtsiegel in Gold (2010)[2]